# Nußbach (Odenbach)
Der Nußbach, in der Frankenzeit auch Hahnenbach, ist ein knapp siebeneinhalb Kilometer langer Bach und ein rechter Zufluss des Odenbachs in Rheinland-Pfalz. Er fließt auf gesamter Länge durch das Nordpfälzer Bergland und dort vom Donnersbergkreis in den Landkreis Kusel.

## Geographie

### Quellbäche

#### Atzenbach

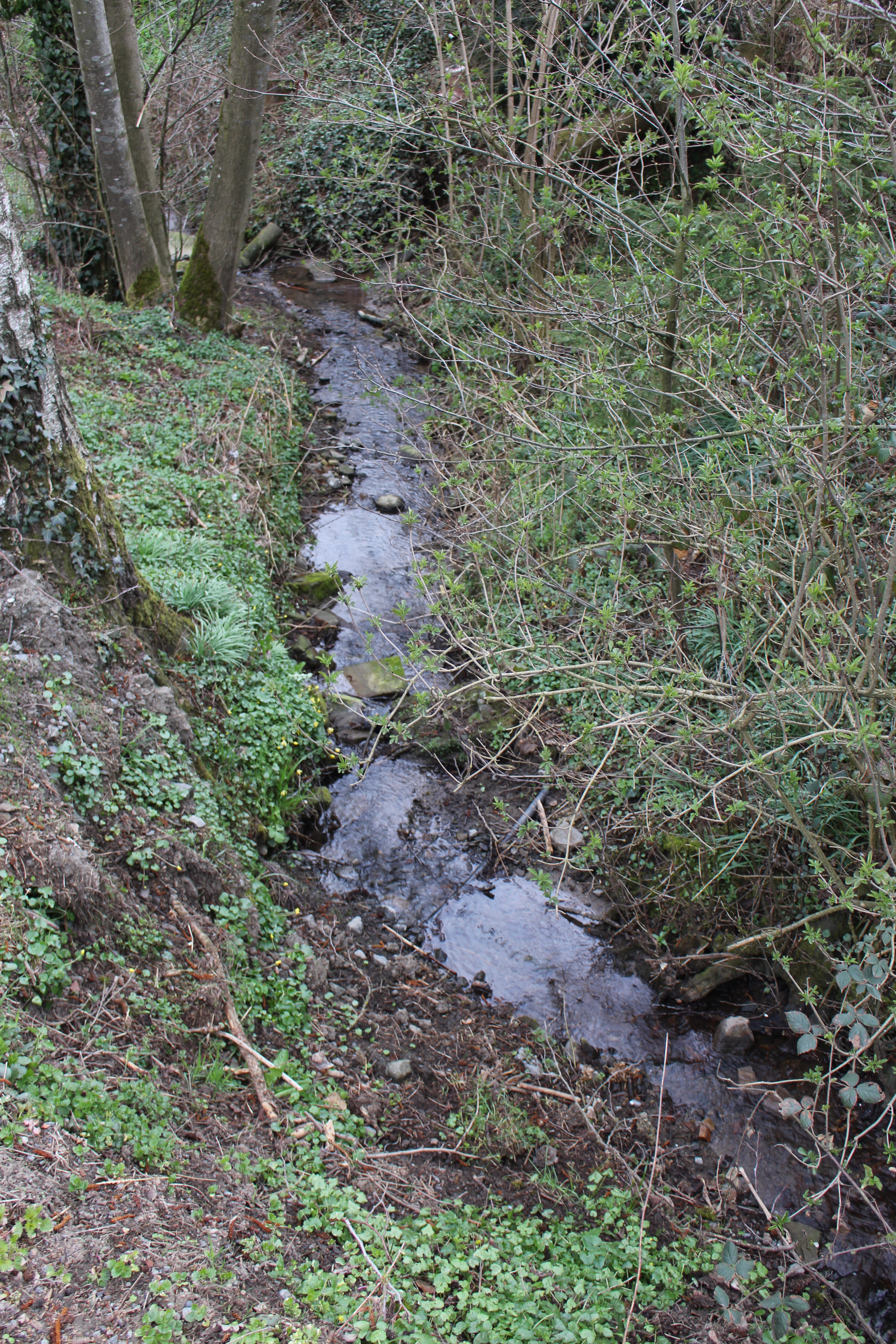
Atzenbach

Der linke Quellast Atzenbach des Nußbachs entspringt im Naturraum Lichtenberg-Höhenrücken des Nordpfälzer Berglandes auf einer Höhe von 355 m ü. NHN in einem Wäldchen am nördlichen Fuße des Hesselbergs (416,5 m) südwestlich der zur Verbandsgemeinde Nordpfälzer Land gehörenden Ortsgemeinde Reichsthal. Er wird manchmal auch als Oberlauf des Nußbachs angesehen.
Der Atzenbach fließt zunächst, begleitet von dichtem Gehölz, knapp 200 m in ostnordöstlicher Richtung durch den südlichen Dorfbereich. Westlich der Straße Am Hesselberg verschwindet er verrohrt in den Untergrund, taucht dann nach etwa 150 m nördlich der Brunnenstraße am Ostrand des Ortes wieder an der Oberfläche auf und vereinigt sich dort nach einem nur knapp 0,4 Kilometer langen Lauf auf einer Höhe von 339 m mit dem Dietenbach genannten rechten Quellast zum Nußbach.

#### Dietenbach
Der 0,6 Kilometer lange Dietenbach ist der rechte Quellbach des Nußbachs. Er wird oft auch als dessen Zufluss angesehen.

### Verlauf
Der vereinigte Bach fließt nun, begleitet von dichtem Bewuchs aus Büschen und Bäumen, durch ein enges Tal in Richtung Norden. Sein Lauf führt ihn auf seiner linken Seite am Götzenberg (366,8 m) und dann auf der rechten am Steinkauterberg, dem westlichen Bergsporn des Felsbergs (442,3 m), vorbei. Er zieht dann, begleitet von einer Baumgalerie, durch die Hesselwiese. Auf seiner linken Seite verläuft zu ihm parallel die Kreisstraße 85.
Der Nußbach passiert danach die Grenze von Reichsthal zu der zur gleichen Verbandsgemeinde gehörenden Ortsgemeinde Rathskirchen und kreuzt etwas später die K 85. Er zieht nun am Westrand des Bauwalds entlang und wechselt südlich des Wohnplatzes Bösodenbacherhof seine Laufrichtung nach Nordwesten. Er fließt dann südwestlich des Wohnplatzes erst durch die Flur Hofwiese und danach durch die Flur An der Spezwiese. Er dreht bei der Flur Au wieder nach Norden und erreicht dann bei der Flur Frühwiese den Südrand von Rathskirchen.

Der Nußbach auf dem Wappen der gleichnamigen Ortsgemeinde

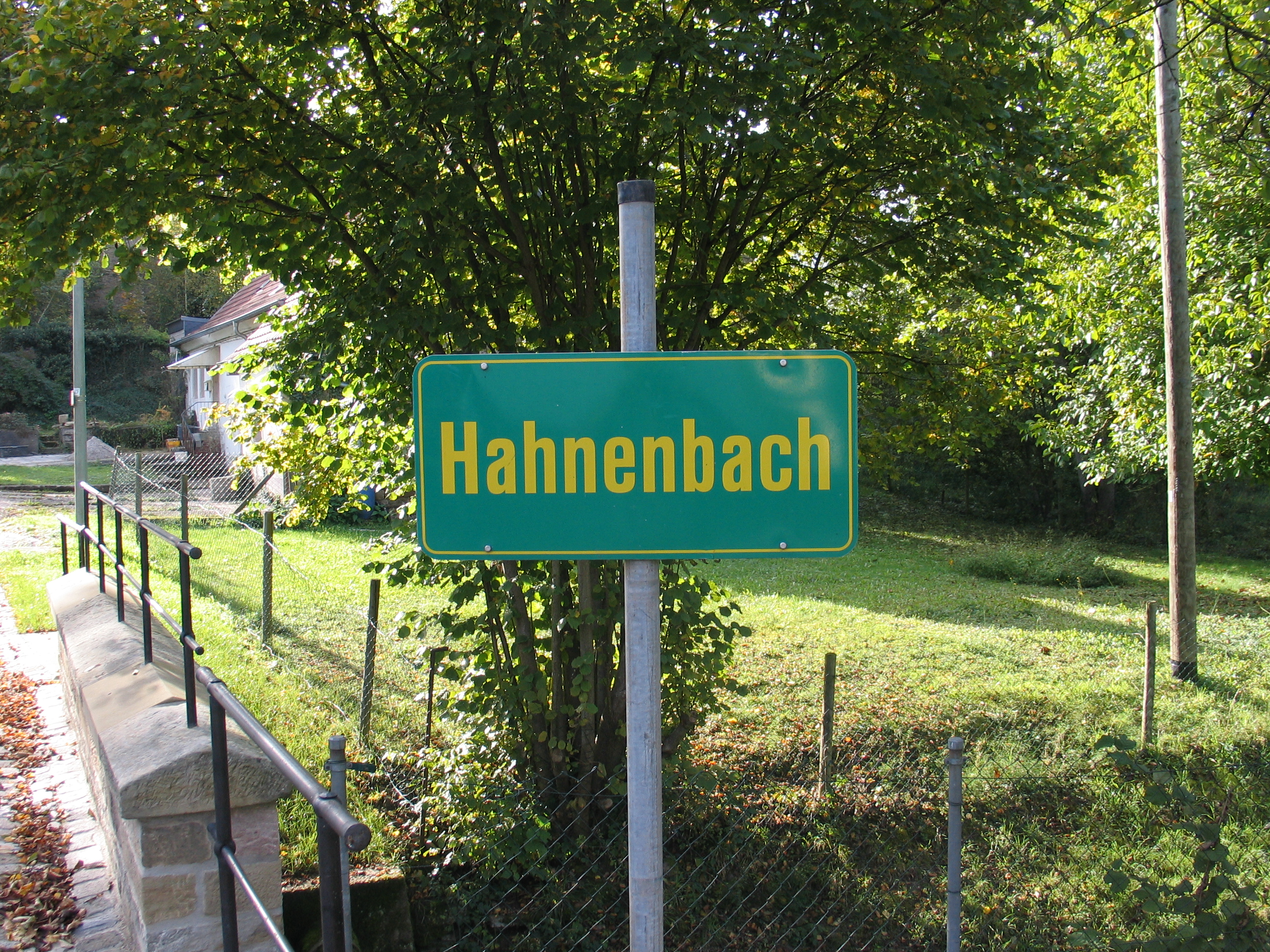
Hinweisschild auf den Hahnenbach in Rudolphskirchen

Er läuft nun nordnordwestwärts am westlich Ortsrand entlang und wird auf seiner rechten Seite von einem namenlosen Waldbächlein gespeist. Der Nußbach wird nun von der L 386 begleitet. Gut einen halben Kilometer bachabwärts fließt ihm südlich des Rathskirchener Ortsteiles Rudolphskirchen bei der Farrenwiese auf seiner linken Seite der Authenbach zu. Der Nußbach passiert dann leicht mäandernd das am Fuße des Elterssteins (414,3 m) liegende Dorf. Er zieht danach am Westrand des Großwalds entlang und passiert die Grenze vom Donnersbergkreis zum Landkreis Kusel. und tritt in die Gemarkung der zur Verbandsgemeinde Lauterecken-Wolfstein gehörenden Ortsgemeinde Nußbach ein, auf deren Wappen er stilisiert abgebildet ist.
Kurz nach dem Grenzübertritt fließt ihm auf seiner rechten Seite der aus dem Nordosten kommende Bittenbacher Graben zu. Der Nußbach läuft nun nordwestwärts, erreicht bei der Flur Märzgarten den Ortsrand der nach ihm benannten und zur Verbandsgemeinde Lauterecken-Wolfstein gehörenden Ortsgemeinde Nußbach, auf deren Wappen er stilisiert abgebildet ist, und fließt dann am Südrand der Ortschaft entlang. Dort wird er ebenfalls auf der rechten Seite von aus dem Nordnordosten kommenden Dorfbach verstärkt. Der Nußbach zieht danach von Gehölz begleitet am nördlichen Fuße des Galgenkopfs (304,6 m) westwärts durch Felder und Wiesen und markiert dabei zeitweise die Grenze zu der zur gleichen Verbandsgemeinde gehörenden Ortsgemeinde Reipoltskirchen.
Er fließt nun am Nordrand des Löschwalds entlang, kreuzt dann noch die L 382 und mündet schließlich südöstlich von Reipoltskirchen auf 199 m Höhe rechtsseitig in den von Süden kommenden Odenbach.
Nach seinem von der Quelle des Atzenbachs an gerechnet 7,4 Kilometer langen Lauf mündet der Nußbach etwa 156 m unterhalb seines Ursprungs, was einem mittleren Sohlgefälle von 21,1 ‰ entspricht. Der zum Flusssystem des Rheins gehörende Bach entwässert sein 18,5 km² großes Einzugsgebiet über Odenbach, Glan, Nahe und schließlich Rhein zur Nordsee.

### Zuflüsse
Im Folgenden werden die Zuflüsse des Nußbachs in der Reihenfolge von der Quelle zur Mündung genannt, die von der Wasserwirtschaftsverwaltung Rheinland-Pfalz geführt werden. Angegeben ist jeweils die orographische Lage der Mündung, die Länge, die Größe des Einzugsgebiets, die Höhenlage der Mündung und die Gewässerkennzahl.
| Name                | Lage              | Länge in km | EZG in km² | Mündung                     | Mündungshöhe in m ü. NHN | GKZ       | Bemerkungen                              |
| ------------------- | ----------------- | ----------- | ---------- | --------------------------- | ------------------------ | --------- | ---------------------------------------- |
| Atzenbach           | linker Quellbach  | 000,4000    | 0001,2450  | in Reichsthal               | 33900000                 | 254686    | Auch als Oberlauf des Nußbachs angesehen |
| Dietenbach          | rechter Quellbach | 000,6000    | 0000,8520  | in Reichsthal               | 33900000                 | 254686-12 | Auch als Zufluss des Nußbachs angesehen  |
| Authenbach          | links0            | 000,8000    | 0001,8390  | südlich von Rudolphskirchen | 27000000                 | 254686-2  |                                          |
| Bittenbacher Graben | rechts            | 001,0000    | 0001,0410  | südlich von Nußbach         | 23900000                 | 254686-32 |                                          |
| Dorfbach            | rechts            | 002,0000    | 0003,5040  | in Nußbach                  | 23000000                 | 254686-4  | Manchmal auch als Nußbach bezeichnet     |

Anmerkungen zur Tabelle
1. ↑  Gewässerkennzahl, in Deutschland die amtliche Fließgewässerkennziffer mit zur besseren Lesbarkeit eingefügtem Trenner hinter dem Präfix, das einheitlich für den allen gemeinsamen Vorfluter Nußbach steht.

## Umwelt
Der Nußbach ist ein feinmaterialreicher karbonatischer Mittelgebirgsbach. Die Gewässerstrukturgüte ist überwiegend deutlich bis stark verändert. In den Ortslagen existieren auch sehr stark bis vollständig veränderte Abschnitte. Im gesamten Verlauf gibt es einzelne Abschnitte, die nur mäßig verändert sind. Die Gewässergüte wird ab Reichsthal mit mäßig belastet, ab Nußbach mit kritisch belastet (Güteklasse II–III) angegeben (Stand 2005).

## Verkehr
Von der Quelle bis zur Ortsgemeinde Rathskirchen begleitet den Nußbach die Kreisstraße 85 (Kreuzhof–Rathskirchen), auf seinem weiteren Lauf bis zur Mündung die Landesstraße 386 (Rockenhausen–Reipoltskirchen).